# Asbóth József (teniszező)
Asbóth József (Szombathely,  1917. szeptember 18. – München, 1986. szeptember 22.) magyar teniszbajnok, teniszedző.

## Pályafutása

### Játékosként
Az 1930-as években Európa-szerte a kontinentális rangsor élére állították.  Kivételes lábmunkája és küzdőszelleme, eredményes tenyeresei és taktikai érzékének eredményeként a negyvenes évek végén a világ első 10 játékosa közé tartozott. 18 alkalommal szerepelt a Közép-európai Kupában és 16 alkalommal a Davis Kupában. Itthon ellehetetlenítették, ezért 1958-tól külföldön élt. Örökös bajnok.

## Sportegyesületei
- Budai Torna Egylet,
- Budapesti Egyetemi Athltikai Club (BEAC),
- Vasas SC
- Bástya Sport Egyesület

## Sporteredmények

### Nemzetközi
- 1939-ben  a jugoszlávok elleni Davis-kupa-mérkőzésen kiemelkedő eredményességgel játszott,
- 1947. június 27-én Párizsban, a Roland Garros döntőjében 8:6, 7:5, 6:2-re nyert a dél-afrikai Eric Sturgess ellen. Körmöczy Zsuzsával vegyes párosban harmadik helyezést ért el.
- 1948-ban elődöntőt játszott Wimbledonban.

### Nemzeti
Férfi egyesben 13, férfi párosban 10 és vegyes párosban 5 bajnoki címet szerzett.

## Sportvezetőként

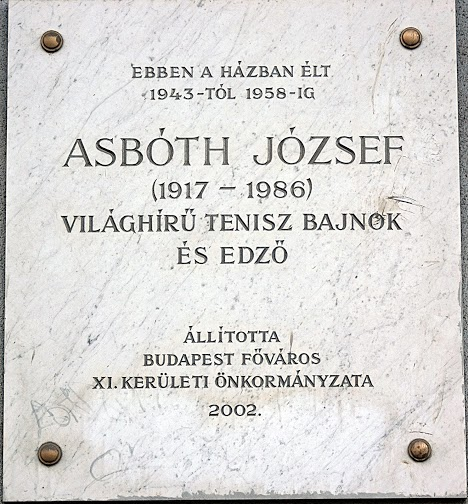
Emléktáblája egykori lakóházán

A versenysporttól való visszavonulása után a Belga Tenisz Szövetség ifjúsági szakfelügyelője lett. Brüsszelben, Oostende után Münchenben edzősködött. Szombathelyen 1993 óta utca viseli a nevét.

## Díjai, elismerései
- Magyar Népköztársasági Sportérdemérem ezüst fokozat (1951)[5]
- A Magyar Népköztársaság kiváló sportolója (1951)[6]
- Mesteredző (1961)